# 對流層延遲
對流層延遲（Tropospheric delay）為GPS定位誤差來源中的一種。衛星信號進入大氣層時會產生折射，而當折射發生在對流層，使傳播路徑改變、時間延遲，即為對流層延遲。在對流層中，影響折射指數的主要因子為氣壓、氣溫與水氣。

對流層延遲可分為乾延遲與濕延遲。前者取決於大氣壓力與氣溫，變化幅度較穩定，可用數學模式估算，對於延遲量的影響程度佔90%；而濕延遲則取決於空氣中的水氣，因水氣量變化較快且空間差異大，較不易精準估計。衛星所在位置之於接收站的仰角亦會影響延遲量。於天頂方向時延遲量最小，仰角越小則延遲量增加。
對流層屬於中性大氣層，在該層內的大氣對於GPS信號而言是非色散性的媒介，相速度不會隨頻率而改變。與電離層延遲不同，故無法組合L1, L2觀測結果來濾除影響，需運用其他數學模式修正，如Saastamoinen模式。

## 修正模式
被普遍使用的對流層延遲誤差修正模式為Saastamoinen模式、Modified Hopfiled與Hopfield模式。並可用映射函數處理仰角不同而造成的誤差問題。